# インメイト作戦

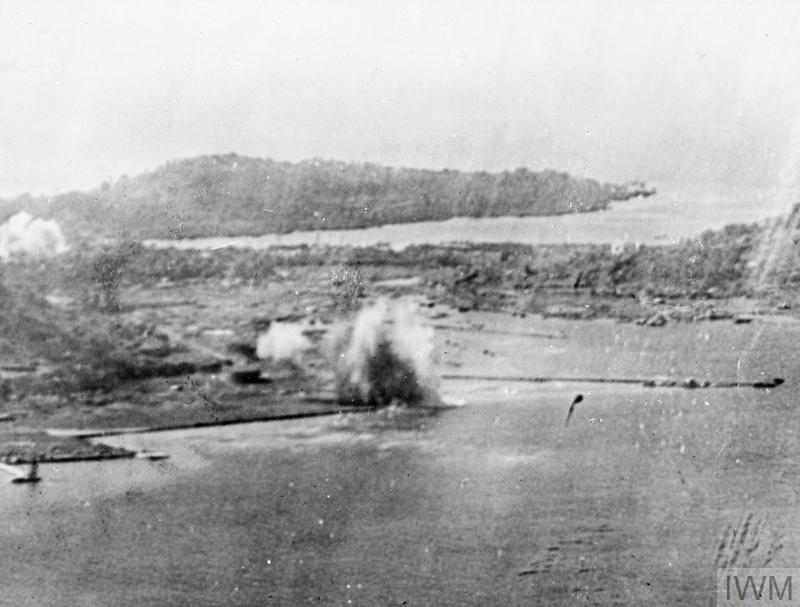
イギリス巡洋艦からの砲撃が命中したトラックのオイルタンク（1945年6月15日）

インメイト作戦 (Operation Inmate) は第二次世界大戦中の1945年6月にイギリス太平洋艦隊により実行されたトラック諸島攻撃。空母「インプラカブル」などが参加し、太平洋に到着したばかりの艦艇に戦闘を経験させることが目的であった。

## 背景
太平洋での日本軍に対する連合国の作戦へイギリスが大きく寄与するものとして1944年11月にイギリス太平洋艦隊が編成された。艦隊の基地はオーストラリアのシドニーに設けられ、1945年2月には大半の艦艇がそこに到着した。1945年3月後半から5月後半にかけてイギリス太平洋艦隊の4隻の空母はアメリカ軍の沖縄侵攻作戦を支援するため沖縄南部の飛行場に対して頻繁に空襲を行った。この作戦は5月24日に終結し、艦隊は休養および整備のためシドニーへの帰途に就いた。
1945年2月、空母「インプラカブル」が太平洋艦隊への増援としてイギリスから派遣された。「インプラカブル」は5月8日にシドニーに到着した。5月24日に「インプラカブル」はシドニーから出航し、太平洋艦隊の前進基地であるマヌス島に5日後に到着。5月30日には太平洋艦隊の主力も給油のためマヌス島に立ち寄り、大半の艦艇は6月1日にシドニーへ向かった。「インプラカブル」はマヌス島に留まり、搭載の航空部隊と共に激しい訓練を行った。太平洋艦隊が戦いに戻るための準備の一環として、艦隊の戦闘部隊の指揮官であるバーナード・ローリングス中将は「インプラカブル」や他の最近到着した艦艇によってトラック攻撃を行うことを決定した。その作戦の目的は、7月の日本本土沖での作戦の前に艦艇の乗員に戦闘経験を持たせることであった。ローリングスの最初の命令では二日間にわたって日本軍の飛行場に対する航空攻撃を行うとされていた。「インプラカブル」搭載機のパイロットを含め、参加艦艇の乗員は作戦が訓練目的であることは聞かされていなかった。
太平洋戦争の最初の数年はトラックは日本海軍の重要な基地であった。しかし、1943年から1944年初めの連合国軍の進攻により孤立させられ、1944年2月のアメリカ海軍の空母機動部隊による攻撃後は重要な基地ではなくなっていた。だが、トラックはマリアナ諸島の連合国軍の施設やアメリカ海軍の泊地であったウルシー環礁への攻撃に使用される可能性があった。それを防ぐため、アメリカ海軍の空母やアメリカ空軍の重爆撃機による攻撃が繰り返し行われた。1945年6月のイギリスの作戦と同様に、それらの攻撃はアメリカの航空兵に戦闘経験を積ませるために実施された。トラックの日本軍は現地住民を徴用して攻撃によって被害を受けた飛行場を修復した。すべての攻撃に対して高射砲部隊による迎撃もなされたが、その規模は次第に減少していった。

## 両軍の戦力
1945年中頃でもトラックの日本軍の規模は大きかったが、攻勢を行う能力は失われていた。5月時点で日本軍の守備隊は麦倉俊三郎中将指揮下の陸軍13,600名と原忠一中将指揮下の海軍10,600名であった。多くの沿岸砲台や対空砲があったが艦艇は存在せず少数の航空機のみが存在した。レーダーにより来襲する敵に対する警報が発せられた。連合国軍による爆撃が始まる前の段階でも日本軍はトラックの防空は不十分であると考えていた。

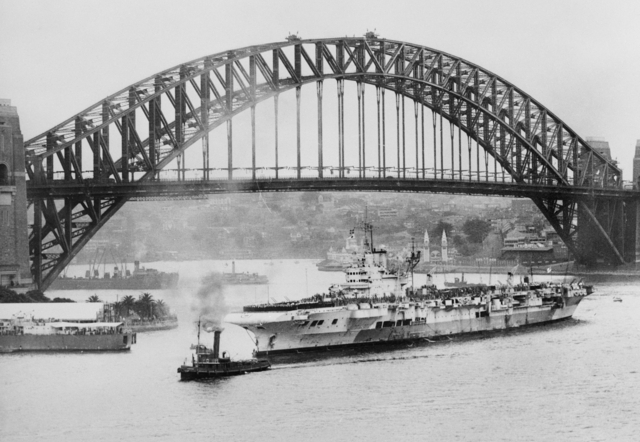
シドニーに到着したイギリス空母「インプラカブル」（1945年5月8日）

1944年9月のパラオ失陥後はトラックには増援や補給物資を運ぶ船舶はほとんど訪れなかった。インメイト作戦時には飢えた虚弱者になっていたと歴史家David Hobbsは記している。1944年中頃以降の守備隊の活動の中心は自分たちのための食料の生産であった。その活動は、熱帯の気候条件や空襲による被害のため困難であった。大半の日本人は栄養失調の状態であった。それにもかかわらず、日本軍は侵攻に備えて広範囲にわたる対策をしており、また大量の食料や補給物資を備蓄していた。戦争終結後の1945年8月に、その時点でも日本軍は砲台が少なくとも30日間戦闘を行えるだけの弾薬を有していたことをアメリカ軍が確認している。
イギリス太平洋艦隊のトラック攻撃部隊である第111.2任務群は第4巡洋艦戦隊と第24駆逐群から構成されていた。第4巡洋艦戦隊は空母「インプラカブル」、護衛空母「ルーラー」、巡洋艦「スウィフトシュア」、「ニューファンドランド」、「ウガンダ」、「アキリーズ」からなり、第24駆逐群は駆逐艦「トラウブリッジ」、「ティーザー」、「テネイシャス」、「ターマガント」、「タープシコリ」からなっていた。任務郡の指揮官は「インプラカブル」座乗のE・J・P・Brind少将であった。「インプラカブル」、「ニューファンドランド」と駆逐艦は太平洋にやってきたばかりであったが、それ以外の艦艇は沖縄沖での戦闘に参加していた。インメイト作戦以前に「インプラカブル」が参加した戦闘でもっとも最近のものは1944年後半に行われたノルウェーのドイツ軍に対する航空攻撃であった。
「インプラカブル」は80機を搭載しており、これはイギリス太平洋艦隊の空母の中で最大であった。搭載する部隊はスーパーマリン シーファイア48機を装備する第38海軍航空群第801海軍飛行隊と第880海軍飛行隊、TBFアヴェンジャー雷撃機21機を装備する第828海軍飛行隊およびフェアリー ファイアフライ戦闘機11機を装備する第1771海軍飛行隊であった「ルーラー」は「インプラカブル」の航空部隊用の予備であり、第1701海軍飛行隊のスーパーマリン ウォーラス救難機1機のみを搭載していた。

## 作戦経過
第111.2任務群は6月12日にマヌス島から出撃した。トラックへの途上で、命令には巡洋艦部隊によるトラックの日本軍陣地に対する艦砲射撃も追加された。この変更は、後の作戦で巡洋艦が沿岸部の目標に対する砲撃に使用されることが予想されたからである。その準備のため、北への航海中に砲術訓練が実施された。トラック攻撃に先立ち、墜落した航空機の乗員救助のためアメリカ海軍の潜水艦がトラック付近に配置された。

### 6月14日

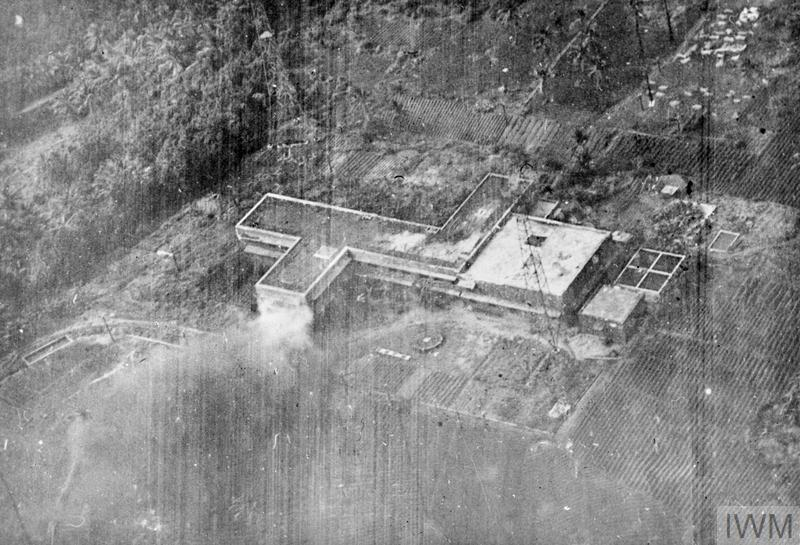
モエン島の通信施設に対してファイアフライから発射されたロケット弾

6月14日午前5時30分に攻撃隊の発艦地点に到着し、10分後にシーファイア12機とファイアフライ2機が発進した。シーファイアはモエン島のレーダー基地や飛行場を機銃掃射し、ファイアフライは環礁の偵察を行った。偵察用のカメラを備えたシーファイアは日本軍施設の撮影も行い、撮影された写真は、以降の空襲や砲撃の計画に使用された。飛行場攻撃中にシーファイア1機が撃墜され、パイロットは戦死した。これはインメイト作戦中の戦闘で失われた唯一のイギリス軍機であった。
6月14日の残りの時間は「インプラカブル」は2時間15分ごとに攻撃隊を発進させた。それらは通常爆弾搭載のアヴェンジャー5機とロケット弾搭載のファイアフライ4機で構成されていた。この日最後の攻撃はフィーファイア12機によって実施され、モエン島の燃料タンクに対して急降下爆撃を行った。いくつかのタンクが破壊されたが、空であるようであった。この攻撃は、太平洋においてシーファイアが戦闘爆撃機として使用された最初のものであった。イギリス軍機は一日中日本軍の対空砲による攻撃を受けた。また、攻撃価値のある目標はほとんど発見できなかったと報告された。すべての攻撃でシーファイアが護衛についたが、日本軍の迎撃機は存在しなかった。
6月14日から15日の夜、日本軍がモエン島の飛行場を修復するのを妨害するためアヴェンジャー2機が環礁上空で活動した。それらは射撃されサーチライトに追跡されたが損害は無かった。
ほぼ6月14日中シーファイアが8機ずつ第111.2任務郡の上空を飛行していたが、日本軍機とは遭遇しなかった。この任務用には「ルーラー」が使用され、戦闘機はそこで燃料補給などを行った。 護衛空母を予備として使用することは、特に「インプラカブル」がスコールに入って着艦が行えないとき、燃料の乏しくなったシーファイアを「ルーラー」に降ろせたことから成功とみなされた。
6月14日の朝、「ルーラー」のウォーラスが熱帯の嵐で吹き飛ばされ破壊された。航空機による救難支援は交代でトラック付近に飛来したアメリカ海軍のPBYカタリナ飛行艇によって行われた。だが、それらに要請が行くことはなく、着水した航空機の乗員救助は駆逐艦で可能であった。

### 6月15日
水上部隊による砲撃が6月15日の朝遅くに行われた。砲撃部隊は「アキリーズ」および「ウガンダ」（Brind座乗）と「テネイシャス」、「ニューファンドランド」と「トラウブリッジ」、「スィフトシュア」と「ティーザー」の3つの任務隊に分けられた。空母の護衛には駆逐艦2隻のみが残った。それぞれの任務隊には弾着観測のためシーファイア2機が割り当てられた。砲撃部隊の駆逐艦の任務は巡洋艦を狙う日本軍の砲を沈黙させることと、必要であれば煙幕を張ることであった。砲撃が行われる間、空母はトラックから10マイル (16 km)東へ向かった。

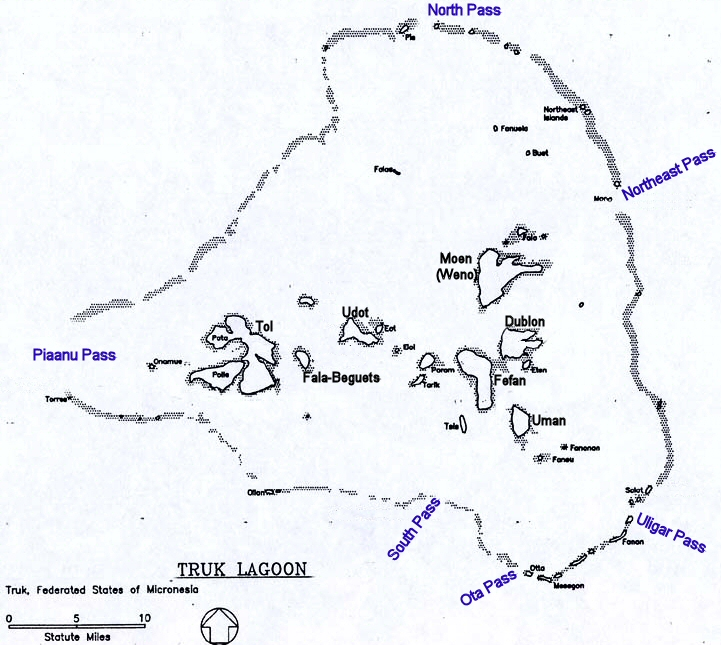
トラック環礁の地図

各巡洋艦の砲撃の成功の度合いは様々であった。「ニューファンドランド」は最初沿岸砲台を攻撃したが、それらからの反撃は無かった。「ニューファンドランド」はエテン島の飛行場も砲撃し、それは問題なく終わった。 「アキリーズ」と「ウガンダ」によるダブロン島の水上機基地に対する攻撃は、2隻と弾着観測機との間の連絡に問題があったため何の損害も与えられなかった。トラックから離れる際、「アキリーズ」は環礁のほうから飛来したアヴェンジャー2機に対して発砲した。
「スィフトシュア」のモエン島に対する砲撃は特にうまくいかなかった。最初の砲撃は目標からかなり外れ、修正を試みると正確性はさらに悪化した。「スィフトシュア」の砲術長は射撃指揮装置に不具合があると判断し、6-インチ (15 cm)砲塔に対して個別の照準で砲撃するよう命じた。しかし、照準手が沿岸部の目標を視認できなかったためうまくいかなかった。モエン島に接近して4-インチ (10 cm)砲で日本軍陣地を攻撃しようとしたが、その砲弾は対空用の近接信管であったため目標より上のヤシの木の中で爆発した。日本軍陣地は落ち葉で偽装されていたため、さらに攻撃が行われたものの効果は薄かった。この後行われた調査で射撃盤の割りピンが落ちているのが発見された。最初の砲撃の衝撃で外れたと思われるこれが不正確な砲撃の原因であった。砲撃は午前11時10分に終了し、各部隊は空母と合流した。
6月15日も航空攻撃が行われた。午後、二つのアヴェンジャーの集団が浮きドックやオイルタンクを攻撃した。夜、爆欄を搭載したアヴェンジャー6機が照明弾を投下するアヴェンジャー2機の支援の下、トラックに対する最期の攻撃を実施した。しかし、爆弾はほとんどが海に落下したものと見られる。これはイギリス太平洋艦隊の最初の大規模な夜間作戦であった。

### 帰投
夜間攻撃が終わると、第111.2任務群はマヌス島への岐路についた。6月16日、日本軍機がレーダーに捉えられ、戦闘空中哨戒中のシーファイア1機が迎撃に向かわされたが、その機は機械的な問題のため任務を断念せざるを得なかった。任務群は6月17日にマヌス島に到着。他のイギリス太平洋艦隊の部隊が7月4日に到着するまで訓練を続けた。そして、全艦艇は7月6日にマヌス島から出撃して日本本土攻撃へと向かった。

## 結果
インメイト作戦中、第111.2任務群は攻撃的なものでは昼間に103ソーティ、夜間に10ソーティ、防御的なものでは103ソーティ実施した6月14日に撃墜されたシーファイアと「ルーラー」のウォーラス以外に発艦時の事故で5機のアヴェンジャーが失われた。1機は「インプラカブル」のカタパルトにつなぐ際のミスにより海面に衝突してパイロットが死亡した。他の4機はエンジンの不調のため着水したが、死者は出なかった。加えてシーファイア2機（パイロットは同一人物）が着艦時の事故で損傷した。イギリス太平洋艦隊の50周年記念で出版された書籍では、上記の損失は1945年当時のものとしては少ないものであると述べられている。
日本軍の侵害は軽微であった。イギリス軍は飛行場に対する攻撃で日本軍機2機を破壊し3機を損傷させたと判定している。また、攻撃を行った飛行場や浮きドック、オイルタンク、港湾施設および船舶にも損害を与えたものと考えられる。作戦後、Brindはロケット弾は爆弾より有用であったと評価し、また「ニューファンドランド」以外の巡洋艦の砲撃を批判している。戦後、守備隊所属であった日本人は米国戦略爆撃調査団に対してイギリス軍による攻撃では実質的な損害は皆無であったと証言している。もっとも大きな損失は守備隊の記録の一部が失われたことで、その結果残ったものを埋めることが決定された。
David Hobbsはインメイト作戦は「新たに太平洋に到着した艦艇にとって現実的で有益な訓練となった (provided realistic and useful training for ships that were newly arrived in the Pacific)」と判定している。 Peter C. Smithは目標はほとんど無かったが攻撃は「インプラカブル」の航空要員にとってよい経験となったと述べている。Stephen Roskillはインメイト作戦はその目標を達成したと結論している。